# Навпіл
«Навпіл» (рос. «Пополам») — радянсько-угорський музичний фільм-ревю 1967 року, знятий режисером Олександром Гладишевим на Угорському та Радянському центральному телебаченнях.

## Сюжет
Музичний фільм-ревю за участю радянських та угорських артистів.

## У ролях
- Ігор Кириллов — ведучий
- Олег Попов — грає самого себе
- Аркадій Райкін — грає самого себе
- Галина Писаренко — грає саму себе
- Ольга Воронець — епізод
- Юрій Гуляєв — епізод
- Лариса Трембовельська — епізод
- Володимир Шубарін — епізод
- Микола Каширський — епізод
- Роберт Ратоньї — епізод

## Знімальна група
- Режисер — Олександр Гладишев
- Оператор — Ігор Шик
- Художник — Олег Абдуллабеков